# Litouwse Etnografische Regio's-serie
Litouwen heeft vanaf 2019 tot en met 2022 vier nationale 2 euro herdenkingsmunten uitgegeven met de etnografische regio's Neder-Litouwen, Opper-Litouwen, Dzūkija en Sudovië als thema. Oorspronkelijk zou de serie uit vijf munten bestaan en zou in 2023 nog een munt worden uitgegeven met de etnografische regio Klein-Litouwen als thema. Eind 2022 heeft de Bank van Litouwen echter besloten deze munt niet meer uit te geven waardoor de serie, met de uitgifte van de munt die aan de etnografische regio Sudovië was gewijd, in november 2022 ten einde was gekomen. Eind 2024 is de Bank van Litouwen echter op dit besluit teruggekomen en heeft aangekondigd dat in het vierde kwartaal 2025 deze munt, gewijd aan de etnografische regio Klein-Litouwen, alsnog zal worden uitgegeven. Hierdoor zal de serie toch weer uit vijf munten bestaan. Hieronder staat een tabel met een overzicht van de nog uit te geven en reeds uitgegeven munten:
| 2019 | 1 | Neder-Litouwen                  |  | Op de beeldenaar staat een beer die op zijn achterpoten staat, een gourmetteketting om de hals. De afbeelding staat al sinds de 16e eeuw op het wapenschild van Samogitië. De beer staat tegen de achtergrond van een schild met daarbovenop een kroon, die wordt vastgehouden door een soldaat in harnas (symbool van moed, opoffering en patriottisme) en een godin met een anker (een symbool van hoop). Daaronder staat een Latijnse inscriptie “PATRIA UNA” (één vaderland). Rondom op de beeldenaar staan de inscripties “LIETUVA” (Litouwen) en “ŽEMAITIJA” (Samogitië), het jaar van uitgifte “2019” en het muntteken van de Litouwse munt. Langs de buitenrand van de munt zijn de twaalf sterren van de Europese vlag afgebeeld. | Op de beeldenaar staat een beer die op zijn achterpoten staat, een gourmetteketting om de hals. De afbeelding staat al sinds de 16e eeuw op het wapenschild van Samogitië. De beer staat tegen de achtergrond van een schild met daarbovenop een kroon, die wordt vastgehouden door een soldaat in harnas (symbool van moed, opoffering en patriottisme) en een godin met een anker (een symbool van hoop). Daaronder staat een Latijnse inscriptie “PATRIA UNA” (één vaderland). Rondom op de beeldenaar staan de inscripties “LIETUVA” (Litouwen) en “ŽEMAITIJA” (Samogitië), het jaar van uitgifte “2019” en het muntteken van de Litouwse munt. Langs de buitenrand van de munt zijn de twaalf sterren van de Europese vlag afgebeeld. | Op de beeldenaar staat een beer die op zijn achterpoten staat, een gourmetteketting om de hals. De afbeelding staat al sinds de 16e eeuw op het wapenschild van Samogitië. De beer staat tegen de achtergrond van een schild met daarbovenop een kroon, die wordt vastgehouden door een soldaat in harnas (symbool van moed, opoffering en patriottisme) en een godin met een anker (een symbool van hoop). Daaronder staat een Latijnse inscriptie “PATRIA UNA” (één vaderland). Rondom op de beeldenaar staan de inscripties “LIETUVA” (Litouwen) en “ŽEMAITIJA” (Samogitië), het jaar van uitgifte “2019” en het muntteken van de Litouwse munt. Langs de buitenrand van de munt zijn de twaalf sterren van de Europese vlag afgebeeld. | Op de beeldenaar staat een beer die op zijn achterpoten staat, een gourmetteketting om de hals. De afbeelding staat al sinds de 16e eeuw op het wapenschild van Samogitië. De beer staat tegen de achtergrond van een schild met daarbovenop een kroon, die wordt vastgehouden door een soldaat in harnas (symbool van moed, opoffering en patriottisme) en een godin met een anker (een symbool van hoop). Daaronder staat een Latijnse inscriptie “PATRIA UNA” (één vaderland). Rondom op de beeldenaar staan de inscripties “LIETUVA” (Litouwen) en “ŽEMAITIJA” (Samogitië), het jaar van uitgifte “2019” en het muntteken van de Litouwse munt. Langs de buitenrand van de munt zijn de twaalf sterren van de Europese vlag afgebeeld. | Op de beeldenaar staat een beer die op zijn achterpoten staat, een gourmetteketting om de hals. De afbeelding staat al sinds de 16e eeuw op het wapenschild van Samogitië. De beer staat tegen de achtergrond van een schild met daarbovenop een kroon, die wordt vastgehouden door een soldaat in harnas (symbool van moed, opoffering en patriottisme) en een godin met een anker (een symbool van hoop). Daaronder staat een Latijnse inscriptie “PATRIA UNA” (één vaderland). Rondom op de beeldenaar staan de inscripties “LIETUVA” (Litouwen) en “ŽEMAITIJA” (Samogitië), het jaar van uitgifte “2019” en het muntteken van de Litouwse munt. Langs de buitenrand van de munt zijn de twaalf sterren van de Europese vlag afgebeeld. |
| 2020 | 2 | Opper-Litouwen                  |  | Op de munt staat een wapenschild afgebeeld met daarop een ridder in harnas met een zwaard in de rechterhand. Het wapenschild wordt gedragen door twee engelen die op symbolische wijze Aukštaitija verheerlijken en beschermen. Aukštaitija is een van de belangrijkste regio’s en de bakermat van de Litouwse staat. Onderaan staat het Latijnse opschrift “PATRIAM TUAM MUNDUM EXISTIMA” (BESCHOUW UW LAND VAN HERKOMST ALS DE HELE WERELD). Rond dit ontwerp staan eveneens de opschriften “LIETUVA” (het land van uitgifte), “AUKŠTAITIJA”, het jaar van uitgifte “2020” en het muntteken van de Litouwse Munt. Op de buitenste ring van de munt staan de twaalf sterren van de Europese vlag afgebeeld.                               | Op de munt staat een wapenschild afgebeeld met daarop een ridder in harnas met een zwaard in de rechterhand. Het wapenschild wordt gedragen door twee engelen die op symbolische wijze Aukštaitija verheerlijken en beschermen. Aukštaitija is een van de belangrijkste regio’s en de bakermat van de Litouwse staat. Onderaan staat het Latijnse opschrift “PATRIAM TUAM MUNDUM EXISTIMA” (BESCHOUW UW LAND VAN HERKOMST ALS DE HELE WERELD). Rond dit ontwerp staan eveneens de opschriften “LIETUVA” (het land van uitgifte), “AUKŠTAITIJA”, het jaar van uitgifte “2020” en het muntteken van de Litouwse Munt. Op de buitenste ring van de munt staan de twaalf sterren van de Europese vlag afgebeeld.                               | Op de munt staat een wapenschild afgebeeld met daarop een ridder in harnas met een zwaard in de rechterhand. Het wapenschild wordt gedragen door twee engelen die op symbolische wijze Aukštaitija verheerlijken en beschermen. Aukštaitija is een van de belangrijkste regio’s en de bakermat van de Litouwse staat. Onderaan staat het Latijnse opschrift “PATRIAM TUAM MUNDUM EXISTIMA” (BESCHOUW UW LAND VAN HERKOMST ALS DE HELE WERELD). Rond dit ontwerp staan eveneens de opschriften “LIETUVA” (het land van uitgifte), “AUKŠTAITIJA”, het jaar van uitgifte “2020” en het muntteken van de Litouwse Munt. Op de buitenste ring van de munt staan de twaalf sterren van de Europese vlag afgebeeld.                               | Op de munt staat een wapenschild afgebeeld met daarop een ridder in harnas met een zwaard in de rechterhand. Het wapenschild wordt gedragen door twee engelen die op symbolische wijze Aukštaitija verheerlijken en beschermen. Aukštaitija is een van de belangrijkste regio’s en de bakermat van de Litouwse staat. Onderaan staat het Latijnse opschrift “PATRIAM TUAM MUNDUM EXISTIMA” (BESCHOUW UW LAND VAN HERKOMST ALS DE HELE WERELD). Rond dit ontwerp staan eveneens de opschriften “LIETUVA” (het land van uitgifte), “AUKŠTAITIJA”, het jaar van uitgifte “2020” en het muntteken van de Litouwse Munt. Op de buitenste ring van de munt staan de twaalf sterren van de Europese vlag afgebeeld.                               | Op de munt staat een wapenschild afgebeeld met daarop een ridder in harnas met een zwaard in de rechterhand. Het wapenschild wordt gedragen door twee engelen die op symbolische wijze Aukštaitija verheerlijken en beschermen. Aukštaitija is een van de belangrijkste regio’s en de bakermat van de Litouwse staat. Onderaan staat het Latijnse opschrift “PATRIAM TUAM MUNDUM EXISTIMA” (BESCHOUW UW LAND VAN HERKOMST ALS DE HELE WERELD). Rond dit ontwerp staan eveneens de opschriften “LIETUVA” (het land van uitgifte), “AUKŠTAITIJA”, het jaar van uitgifte “2020” en het muntteken van de Litouwse Munt. Op de buitenste ring van de munt staan de twaalf sterren van de Europese vlag afgebeeld.                               |
| 2021 | 3 | Dzūkija                         |  | Op het ontwerp wordt een wapenschild afgebeeld met een geharnaste soldaat die in zijn rechterhand een hellebaard vasthoudt en met zijn linkerhand tegen een zilveren Baltisch schild leunt. Het wapenschild staat op een balk en wordt door twee lynxen vastgehouden. Daaronder hangt een lint met de Latijnse inscriptie “EX GENTE BELICOSISSIMA POPULUS LABORIOSUS” (VAN KRIJGSHAFTIGE STAM TOT NAARSTIG VOLK). Het ontwerp is omgeven door de inscripties “LIETUVA” (Litouwen) en “DZŪKIJA”, het jaar van uitgifte (2021) en het muntteken van de Litouwse Munt. Het ontwerp is van Rolandas Rimkūnas. Op de buitenste ring van de munt staan de twaalf sterren van de Europese vlag afgebeeld.                                         | Op het ontwerp wordt een wapenschild afgebeeld met een geharnaste soldaat die in zijn rechterhand een hellebaard vasthoudt en met zijn linkerhand tegen een zilveren Baltisch schild leunt. Het wapenschild staat op een balk en wordt door twee lynxen vastgehouden. Daaronder hangt een lint met de Latijnse inscriptie “EX GENTE BELICOSISSIMA POPULUS LABORIOSUS” (VAN KRIJGSHAFTIGE STAM TOT NAARSTIG VOLK). Het ontwerp is omgeven door de inscripties “LIETUVA” (Litouwen) en “DZŪKIJA”, het jaar van uitgifte (2021) en het muntteken van de Litouwse Munt. Het ontwerp is van Rolandas Rimkūnas. Op de buitenste ring van de munt staan de twaalf sterren van de Europese vlag afgebeeld.                                         | Op het ontwerp wordt een wapenschild afgebeeld met een geharnaste soldaat die in zijn rechterhand een hellebaard vasthoudt en met zijn linkerhand tegen een zilveren Baltisch schild leunt. Het wapenschild staat op een balk en wordt door twee lynxen vastgehouden. Daaronder hangt een lint met de Latijnse inscriptie “EX GENTE BELICOSISSIMA POPULUS LABORIOSUS” (VAN KRIJGSHAFTIGE STAM TOT NAARSTIG VOLK). Het ontwerp is omgeven door de inscripties “LIETUVA” (Litouwen) en “DZŪKIJA”, het jaar van uitgifte (2021) en het muntteken van de Litouwse Munt. Het ontwerp is van Rolandas Rimkūnas. Op de buitenste ring van de munt staan de twaalf sterren van de Europese vlag afgebeeld.                                         | Op het ontwerp wordt een wapenschild afgebeeld met een geharnaste soldaat die in zijn rechterhand een hellebaard vasthoudt en met zijn linkerhand tegen een zilveren Baltisch schild leunt. Het wapenschild staat op een balk en wordt door twee lynxen vastgehouden. Daaronder hangt een lint met de Latijnse inscriptie “EX GENTE BELICOSISSIMA POPULUS LABORIOSUS” (VAN KRIJGSHAFTIGE STAM TOT NAARSTIG VOLK). Het ontwerp is omgeven door de inscripties “LIETUVA” (Litouwen) en “DZŪKIJA”, het jaar van uitgifte (2021) en het muntteken van de Litouwse Munt. Het ontwerp is van Rolandas Rimkūnas. Op de buitenste ring van de munt staan de twaalf sterren van de Europese vlag afgebeeld.                                         | Op het ontwerp wordt een wapenschild afgebeeld met een geharnaste soldaat die in zijn rechterhand een hellebaard vasthoudt en met zijn linkerhand tegen een zilveren Baltisch schild leunt. Het wapenschild staat op een balk en wordt door twee lynxen vastgehouden. Daaronder hangt een lint met de Latijnse inscriptie “EX GENTE BELICOSISSIMA POPULUS LABORIOSUS” (VAN KRIJGSHAFTIGE STAM TOT NAARSTIG VOLK). Het ontwerp is omgeven door de inscripties “LIETUVA” (Litouwen) en “DZŪKIJA”, het jaar van uitgifte (2021) en het muntteken van de Litouwse Munt. Het ontwerp is van Rolandas Rimkūnas. Op de buitenste ring van de munt staan de twaalf sterren van de Europese vlag afgebeeld.                                         |
| 2022 | 4 | Sudovië                         |  | Het ontwerp toont een stier op een wapenschild dat aan weerskanten is versierd met zilveren eikentakken met eikels. De takken zijn onderaan met elkaar verbonden door een zilveren lint met het opschrift “VIENYBĖ TEŽYDI” (laat eenheid bloeien). Eikentakken symboliseren de rijke geschiedenis van de regio die teruggaat tot de heidense periode van de Litouwse staat. Vroeger was de stier het meest voorkomende dier in deze regio. Het ontwerp is omgeven door de inscriptie “LIETUVA” (Litouwen) en het jaar van uitgifte “2022” bovenaan, en de inscriptie “SUVALKIJA” en het muntteken van de Litouwse munt onderaan. | Het ontwerp toont een stier op een wapenschild dat aan weerskanten is versierd met zilveren eikentakken met eikels. De takken zijn onderaan met elkaar verbonden door een zilveren lint met het opschrift “VIENYBĖ TEŽYDI” (laat eenheid bloeien). Eikentakken symboliseren de rijke geschiedenis van de regio die teruggaat tot de heidense periode van de Litouwse staat. Vroeger was de stier het meest voorkomende dier in deze regio. Het ontwerp is omgeven door de inscriptie “LIETUVA” (Litouwen) en het jaar van uitgifte “2022” bovenaan, en de inscriptie “SUVALKIJA” en het muntteken van de Litouwse munt onderaan. | Het ontwerp toont een stier op een wapenschild dat aan weerskanten is versierd met zilveren eikentakken met eikels. De takken zijn onderaan met elkaar verbonden door een zilveren lint met het opschrift “VIENYBĖ TEŽYDI” (laat eenheid bloeien). Eikentakken symboliseren de rijke geschiedenis van de regio die teruggaat tot de heidense periode van de Litouwse staat. Vroeger was de stier het meest voorkomende dier in deze regio. Het ontwerp is omgeven door de inscriptie “LIETUVA” (Litouwen) en het jaar van uitgifte “2022” bovenaan, en de inscriptie “SUVALKIJA” en het muntteken van de Litouwse munt onderaan. | Het ontwerp toont een stier op een wapenschild dat aan weerskanten is versierd met zilveren eikentakken met eikels. De takken zijn onderaan met elkaar verbonden door een zilveren lint met het opschrift “VIENYBĖ TEŽYDI” (laat eenheid bloeien). Eikentakken symboliseren de rijke geschiedenis van de regio die teruggaat tot de heidense periode van de Litouwse staat. Vroeger was de stier het meest voorkomende dier in deze regio. Het ontwerp is omgeven door de inscriptie “LIETUVA” (Litouwen) en het jaar van uitgifte “2022” bovenaan, en de inscriptie “SUVALKIJA” en het muntteken van de Litouwse munt onderaan. | Het ontwerp toont een stier op een wapenschild dat aan weerskanten is versierd met zilveren eikentakken met eikels. De takken zijn onderaan met elkaar verbonden door een zilveren lint met het opschrift “VIENYBĖ TEŽYDI” (laat eenheid bloeien). Eikentakken symboliseren de rijke geschiedenis van de regio die teruggaat tot de heidense periode van de Litouwse staat. Vroeger was de stier het meest voorkomende dier in deze regio. Het ontwerp is omgeven door de inscriptie “LIETUVA” (Litouwen) en het jaar van uitgifte “2022” bovenaan, en de inscriptie “SUVALKIJA” en het muntteken van de Litouwse munt onderaan. |
| 2025 | 5 | Klein-Litouwen (Mažoji Lietuva) |  | | | | | |